# Мир у Велизару
Мир у Велизару склопљен је на имању Велизар, недалеко од Нарве 20. децембра 1658. године између Русије и Шведске. Овим миром завршен је сукоб Русије и Шведске у Другом северном рату.

## Одредбе
Русији је дозвољено да задржи освојене градове на три године: Кокенхусен, Тарту, Алуксне, Васкнарва, Кингисеп, Даугавпилс, Резекне и још неколико мањих градова. Након истека три године, Русија се налазила у тешкој ситуацији због рата са Пољском тако да је принуђена да миром у Кардису преда освојене територије. 